# Велика награда Португалије
Велика награда Португалије је била мото спорт трка која се одржавала неколико година, највише 1950-их, те 1980-их и 1990-их. Велика награда Португалије је била саставни део светског шампионата Формуле 1 од 1958—1960. године, те од 1984—1996. године, а после дуже паузе поново је враћена од 2020. године. Догађај је током своје историје одржана на неколико стаза.
Прва трка се одржала на уличној стази Боависта у Порту. Прва Ф1 трка се возила 14. августа 1958. године. Следеће године је премештена на стазу Монсанто, да би већ 1960. године била враћена на стазу Боависта.

## Победници трка
Трке које нису биле дио светског првенства Формуле 1 су назначене розом подлогом.
| Година        | Возач                 | Конструктор             | Место        |              |
| ------------- | --------------------- | ----------------------- | ------------ | ------------ |
| 2021.         | Луис Хамилтон         | Мерцедес                | Портимао     |              |
| 2020.         | Луис Хамилтон         | Мерцедес                | Портимао     |              |
| 1997. - 2019. | Није одржано          | Није одржано            | Није одржано | Није одржано |
| 1996.         | Жак Вилнев            | Вилијамс-Рено           | Есторил      |              |
| 1995.         | Дејвид Култард        | Вилијамс-Рено           | Есторил      |              |
| 1994.         | Дејмон Хил            | Вилијамс-Рено           | Есторил      |              |
| 1993.         | Михаел Шумахер        | Бенетон-Форд            | Есторил      |              |
| 1992.         | Најџел Менсел         | Вилијамс-Рено           | Есторил      |              |
| 1991.         | Рикардо Патрезе       | Вилијамс-Рено           | Есторил      |              |
| 1990.         | Најџел Менсел         | Ферари                  | Есторил      |              |
| 1989.         | Герхард Бергер        | Ферари                  | Есторил      |              |
| 1988.         | Ален Прост            | Макларен-Хонда          | Есторил      |              |
| 1987.         | Ален Прост            | Макларен-ТАГ            | Есторил      |              |
| 1986.         | Најџел Менсел         | Вилијамс-Хонда          | Есторил      |              |
| 1985.         | Аиртон Сена           | Лотус-Рено              | Есторил      |              |
| 1984.         | Ален Прост            | Макларен-ТАГ            | Есторил      |              |
| 1983. - 1967. | Није одржано          | Није одржано            | Није одржано | Није одржано |
| 1966.         | Јирг Дублер           | Брабам-Форд             | Кашкаиш      |              |
| 1965.         | Родни Бентинг         | Купер-Форд              | Кашкаиш      |              |
| 1964.         | Крис Керисон          | Ферари 250 ГТО          | Кашкаиш      |              |
| 1963. - 1961. | Није одржано          | Није одржано            | Није одржано | Није одржано |
| 1960.         | Џек Брабам            | Купер-Климакс           | Боависта     |              |
| 1959.         | Стирлинг Мос          | Купер-Климакс           | Монсанто     |              |
| 1958.         | Стирлинг Мос          | Ванвал                  | Боависта     |              |
| 1957.         | Хуан Мануел Фанђо     | Масерати 300С           | Монсанто     |              |
| 1956.         | Није одржано          | Није одржано            | Није одржано | Није одржано |
| 1955.         | Жан Бера              | Масерати 300С           | Боависта     |              |
| 1954.         | José Froilán González | Ферари 250 ММ Берлинета | Монсанто     |              |
| 1953.         | Mané Nogueira Pinto   | Ферари 250 ММ Спајдер   | Боависта     |              |
| 1952.         | Еугенијо Кастелоти    | Ферари 225С             | Боависта     |              |
| 1951.         | Касимиро де Оливијера | Ферари 340              | Боависта     |              |